# Audimat !
 (décembre 2015).

Audimat ! est une comédie musicale de Tancrède et de son frère Fabrice Lehman, mise en scène par Stéphane Druet et produite par Guillaume de Lestrange (Paradox Music Production), représentée au Trianon du 11 au 29 novembre et du 23 au 30 décembre 2008.

## Argument
Deux chaînes télé concurrentes sont engagées dans une course effrénée à l’audimat.
Deux producteurs plus ou moins scrupuleux qui rivalisent de coups pendables pour attirer sur leurs antennes les présentateurs vedettes du moment. Et le chœur des ménagères de moins de 50 ans qui, finalement, fait la pluie et le beau temps sur le petit écran…
Une création moderne et originale pour tous les publics, alliant humour et coups de théâtre, l'élégance de la grande chanson française et l’énergie des musicals made in Broadway.
Avec Audimat !, Tancrède, jeune trentenaire auteur-compositeur, et son frère Fabrice Lehman proposent une comédie musicale décalée où texte et musique se marient avec poésie et drôlerie autour d’un thème universel.
Des personnages truculents, des airs entêtants dans une mise en scène délirante de Stéphan Druet.

## Discographie
- Audimat !, 2008 (Universal Music)